# Make Do and Mend
Make Do and Mend est un groupe américain de post-hardcore, originaire de West Hartford, dans le Connecticut, actif entre 2003 et 2016. Ils comptent deux EP sur Panic Records, un split avec Touché Amoré et trois albums studio. Bien que techniquement membres de The Wave, aux côtés de La Dispute, Touché Amoré, Pianos Become the Teeth, et Defeater, le groupe a depuis clarifié que The Wave était simplement une blague entre ces groupes et ne représente pas un mouvement particulier ou un sous-genre du post-hardcore.

## Histoire
Formé à West Hartford en 2006, le groupe s'installe ensuite à Boston. En 2007, ils publient leur EP We're All Just Living (qui sera réédité plus tard sur Panic Records). Cette sortie est suivie d'un autre EP intitulé Bodies of Water, qui est également publié sur Panic en 2009.
En 2010, après une année de tournée avec des groupes tels que The Wonder Years, Set Your Goals, Shook Ones, Comeback Kid et Title Fight, le groupe sort son premier album, End Measured Mile, qui est salué par la critique,. Sur cet album, Jordan Dreyer, du groupe La Dispute, est invité à chanter. Le groupe signe ensuite avec Paper + Plastick pour sortir l'album en vinyle. Plus tard en 2011, ils sortent un split 7-inch avec un autre groupe Wave, Touché Amoré.
En juillet 2011, le label indépendant britannique Holy Roar Records annonce qu'il publierait la discographie de Make Do and Mend sur un double LP. Il comprend les EP Bodies of Water et We're All Just Living ainsi que End Measured Mile. Le 22 novembre 2011, ils sortent un nouvel EP intitulé Part and Parcel via Paper + Plastick. Il comprend trois versions acoustiques de chansons de leur premier album End Measured Mile, une chanson originale, une chanson de la compilation Mixed Signals sur Run for Cover Records, et une reprise de Touché Amoré. Ils se rendent pour la première fois en Australie en septembre-octobre 2011 dans le cadre du Soundwave Revolution Festival, et participent à la tournée de sortie de l'album Clash Battle Guilt Pride avec Polar Bear Club, Fireworks, Balance and Composure et Such Gold.
Le groupe annonce sa signature avec Rise Records et l'enregistrement d'un nouvel album en février 2012, intitulé Everything You Ever Loved, dont la sortie est prévue pour l'été 2012. L'album est enregistré avec Matt Bayles, qui a travaillé avec Mastodon, Minus the Bear et Botch. En avril 2012, la sortie de l'album est fixée au 19 juin.
En janvier 2012, Luke Schwartz rejoint le groupe en remplacement de Mike Poulin à la basse. En juin 2012, le groupe sort son nouvel album, Everything You Ever Loved, sur le label Rise Records, qui est acclamé par la critique.
Le dernier album studio du groupe, Don't Be Long, sort le 24 février 2015. le groupe cesse ses activités en 2016.

## Discographie

### Albums studio
- 2010 : End Measured Mile (Paper + Plastick, Panic Records)
- 2012 : Everything You Ever Loved (Rise Records)
- 2015 : Don't Be Long (Rise)

### EP
- 2006 : Intensity in Ten Cities
- 2007 : We're All Just Living (Panic)
- 2009 : Bodies of Water (Panic)
- 2011 : Part and Parcel (Paper + Plastick)

### Splits
- 2010 : Make Do and Mend/Touché Amoré Split (Panic)
- 2013 : Make Do and Mend/The  Flatliners Split (Rise)